# Super Mario 3D All-Stars
Super Mario 3D All-Stars is een compilatie uit 2020 van drie Mario-platformspellen, voor de Nintendo Switch die op 18 september 2020 werd uitgebracht. Het compilatiespel werd uitgebracht als viering van de 35e verjaardag van Nintendo's Super Mario-franchise, met high-definition ports van Super Mario 64 (1996), Super Mario Sunshine (2002) en Super Mario Galaxy (2007).

## Inhoud
De compilatie bevat high-definition ports van de eerste drie 3D-platformgames in de Super Mario-serie, te weten Super Mario 64 (1996) (de Shindō-versie), Super Mario Sunshine (2002) en Super Mario Galaxy (2007). De ports werden ontwikkeld door middel van emulatie van de oude consoles. De drie games ondersteunen Joy-Con-bedieningselementen met trilfunctie en worden weergegeven in hogere resoluties, zoals Sunshine in een beeldverhouding van 16:9. Zowel Sunshine als Galaxy worden weergegeven in 1080p in de tv-modus en 720p in de handheld-modus, terwijl 64 wordt weergegeven in 720p in beide modi in een beeldverhouding van 4:3.
De compilatie bevat ook een muziekspelermodus, die de volledige originele soundtracks van alle drie de games bevat - in totaal 175 tracks. De muziek kan worden afgespeeld als het scherm is uitgeschakeld.

## Ontwikkeling
Super Mario 3D All-Stars is ontwikkeld en uitgegeven door Nintendo om de 35e verjaardag van de originele Super Mario Bros. (1985) te vieren. Nintendo's doel was om het "originele ontwerp en de geest" van de meegeleverde games te behouden met updates van de resoluties en bedieningselementen. Volgens Kenta Motokura, de producent van het project, hebben de ontwikkelaars de oorspronkelijke medewerkers van de games geïnterviewd om het belang van elk te leren kennen.
De collectie werd voor het eerst beschreven in maart 2020 door Video Games Chronicle en bevestigd door andere verkooppunten. Volgens deze rapporten was Nintendo van plan om de collectie aan te kondigen tijdens een presentatie met een Mario-thema tijdens E3 2020, maar dit werd geannuleerd vanwege de COVID-19-pandemie. Nintendo kondigde de collectie aan in een speciale Nintendo Direct voor het 35-jarig jubileum op 3 september 2020. De collectie is uitgebracht op 18 september 2020. Het compilatiespel zal slechts een beperkte tijd beschikbaar zijn, zowel fysiek als digitaal, tot en met 31 maart 2021.

## Ontvangst
| Recensiescore       | Recensiescore |
| Recensieverzamelaar | Score         |
| ------------------- | ------------- |
| Metacritic          | 83/100        |
| Publicist           | Score         |
| Destructoid         | 8,5/10        |
| GameSpot            | 8/10          |
| GamesRadar+         | 4/5           |
| IGN Benelux         | 8,5/10        |
| XGN                 | 9/10          |

Het compilatiespel ontving over het algemeen gunstige recensies. Men prees de technische verbeteringen, bedieningselementen en de games zelf, maar er was kritiek op de presentatie, het gebrek aan aanvullende inhoud en de beperkte tijd dat het spel beschikbaar is.